# TY Bello
Toyin Sokefun-Bello (* 14. ledna 1978, Ogun, Nigérie), známější jako TY Bello, je nigerijská zpěvačka, skladatelka, fotografka a filantropka. Před zahájením sólové kariéry byla členkou dnes již neexistující gospelové kapely Kush. Bello je členkou nigerijského fotografického kolektivu Depth of Field. Nejvíce ji proslavily singly „Greenland“, „Ekundayo“, „This Man“, „Freedom“ a „Funmise“.

## Životopis

### Raný život a začátky kariéry
Bello se narodila 14. ledna 1978 ve státě Ogun v Nigérii. Vystudovala ekonomii na univerzitě v Lagosu. Krátce se věnovala žurnalistice a nakonec se začala věnovat fotografii. Bello se objevila na nigerijské hudební scéně jako členka zaniklé skupiny Kush, což je zkratka pro Kineticly Ushering Salvation into Hearts and Homes. Mezi další členy skupiny patřili Lara George, Dapo Torimiro a rapper Emem Ema. Skupina Kush získala popularitu po roce 2000 se singlem "Let's Live Together"; skupina stihla vydat album, než se rozpadla.

### 2008–2013:Grónsko,Budoucnost, Jubilejní sbírka a kampaň proti znásilnění
V roce 2008 Bello vydala své debutové studiové album Greenland. Produkoval jej Mosa Adegboye a jeho vývoj trval dva roky. Album jí vyneslo ocenění Nigeria Music Award a Sound City Award. Bello popisuje album jako cestu svého každodenního života. Textový obsah alba zkoumá témata lásky, rodiny a národa. Její titulní skladba je inspirativní píseň napsaná tak, aby motivovala Nigerijce, aby se osvobodili z místa zoufalství na místo naděje.
Bello poprvé odhalila plány ohledně svého druhého studiového alba The Future, když hovořila s Ariya Today. Album bylo původně plánováno na vydání v roce 2011 a v roce 2011 se umístilo na 12. místě v seznamu 12 alb ke koupi v Nigerian Entertainment Today. Zpěvačka uvedla, že spolupracovala s producentem Mosou a album nahrála za pár měsíců.  Dne 19. února 2011 TY Bello vydala „The Future“ jako hlavní singl ze stejnojmenného alba. Píseň nabádá nigerijskou mládež, aby byla změnou, kterou hledají. Hudební video ke skladbě „The Future“ režírované Kemi Adetiba bylo vydáno 3. dubna 2011. Obsahuje portréty Tara Fela-Durotoye, Sound Sultan, Chude Jideonwo a Banky W. Ore Fakorede udělila skladbě 7 hvězdiček z deseti s tím, že její „jemné kmenové bubny, syntezátory a piano poskytují TY živé pozadí, aby kontrastovala se svým nezaměnitelným hlasem, což dělá skvěle a přináší dojem v textu písně k životu." Dapo Osewa ze Sahara Reporters popsal video jako „vyprávění samo o sobě, které se odvažuje zachytit různé a bezmezné složení emocí, které jsou tváří Nigerijce“. Makeupová značka House of Tara uvedla na trh The Jubilee Collection, limitovanou edici makeupu inspirovanou singlem „The Future“.
V říjnu 2011 byla Bello jednou z celebrit uvedených v osmiminutovém videu proti znásilnění sestaveném nigerijským ministerstvem pro rozvoj mládeže. Video proti znásilnění vrhá světlo na oběť skupinového znásilnění na Abia State University v roce 2011. V prosinci 2013 vydala TY Bello singl „Yahweh“ s asistencí Wale Adenuga. Píseň obsahuje další vokály od Nwando Okeke a Mosa. Bello napsala první řádek písně v roce 2004 během focení.

### 2014:Ranní zpěvník
Dne 10. října 2014 vydala Bello své třetí studiové album The Morning Songbook k bezplatnému digitálnímu stažení na SoundCloud. Vyšlo bez jakékoli propagace a obsahuje 10 skladeb, včetně „Yahweh“, „Thirsty“ a „Jesu Jesu“. Album obsahuje spolupráci s M Sugh a Fela Durotoye. Udochukwu Ikwuagwu z The Breaking Times dal albu 7 hvězdiček z 10, pochválil jeho produkci a autorčině skládání písní.

## Fotografická kariéra
Bello byla oficiální fotografkou bývalého prezidenta Goodlucka Jonathana během jeho působení v úřadu; pracuje také pro módní časopis Thisday.

### 2016: Tinie Tempah a objev
Bello pracovala v Lagosu, kde organizovala focení pro britského rappera Tinieho Tempaha. Později zjistila, že v pozadí je pozoruhodně vypadající žena. Ve snaze najít Olajumoke Orisaguna zařídila, aby se obrázek Orisaguny objevil na obálce časopisu Style.

## Humanitární práce
Bello pořádá každoroční výstavu fotografií s cílem získat finanční prostředky pro sirotky v Nigérii. Je také ředitelkou Link-a-child, nevládní organizace, která se věnuje šíření informací o sirotčincích v Nigérii a hledá sponzorství jejich jménem. V červenci 2011 byla Bello oceněna neziskovou organizací Communication For Change v pětidílném seriálu dokumentárních filmů s názvem RedHot.

## Osobní život
Bello je vdaná a 10. října 2014 porodila dvojčata, chlapce jménem Christian a Christopher, což shodou okolností znamenalo vydání The Morning Songbook.

## Diskografie
- Greenland (2008)
- The Future (2011)
- The Morning Songbook (2014)
- Africa Awake (2020)
- We Are Fire (2022)
- Heaven Has Come (2023)

## Ceny a nominace
Soundcity Music Video Awards
- 2009 	"Ekundayo" 	Best Female Video 	vítězka[25]

Nigeria Entertainment Awards
- 2008 	Herself 	Best New Act of the Year 	vítězka[26]

Headies
Podle zdroje:
- 2008 	Herself 	Recording Artiste of the Year 	Nominated
- 2008 	Herself 	Hip Hop World Revelation of the Year 	Nominated
- 2008 	TY Bello for "Ekundayo" 	Best Vocal Performance (Female) 	Nominated
- 2008 	TY Bello & Abbey for "Greenland" 	Best Music Video (Director) 	Nominated

Creative Industry Awards
- 2013 	Herself 	Visual Arts 	Nominated[28]